# 藤琴川
藤琴川（ふじことがわ）は、秋田県を流れる米代川水系の一級河川である。

## 地理
秋田・青森県境の白神山地に源を発する多くの沢が合流して黒石川となり、釣瓶落峠から南下する白石川と合流して藤琴川となる。早飛沢と金沢間を蛇行しながら南流して、峨瓏峡・小比内沢・寺沢川・粕毛川・大沢川などを合流して米代川に注ぐ。上流の太良峡谷の景観は特に優れ、中流の峨瓏の滝・銚子の滝とともに観光地である。その、総称は藤里峡である。上流には太良鉱山跡地があり、河口の左岸には加護山製錬所跡がある。

## 支流
- 粕毛川

## 流域の自治体
秋田県
藤里町、能代市

## 参考資料
- 「角川日本地名大辞典」編纂委員会 『角川日本地名大辞典 5 秋田県』 角川書店、1980年3月8日。ISBN 4-04-001050-7。